# 胡大鹏
胡大鹏（1967年5月—），男性，汉族，河北人，中华人民共和国政治人物。现任中共云南省委常委、政法委书记，省公安厅厅长兼督察长、党委书记。

## 生平
胡大鹏早年任北京市公安局通州分局政治处副主任，北京市公安局西城分局副局长，北京市公安局十二总队总队长，中华人民共和国公安部十二局局长，公安部办公厅主任。
2024年6月，外放至云南省，出任该省人民政府党组成员、公安厅党委书记，随即获任云南省人民政府副省长兼公安厅长。2025年5月，升任中共云南省委常委、政法委书记。